# Rick Lazio

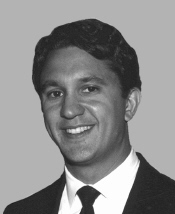
Rick Lazio

Enrico Anthony "Rick" Lazio, född 13 mars 1958 i Amityville, New York, är en amerikansk republikansk politiker. Han var ledamot av USA:s representanthus från delstaten New York 1993-2001.
Lazio avlade 1980 grundexamen vid Vassar College och juristexamen vid American University Washington College of Law. Han arbetade som biträdande åklagare för Suffolk County, New York. I 1992 års kongressval besegrade han den sittande kongressledamoten Thomas Joseph Downey. Efter fyra mandatperioder i representanthuset bestämde sig Lazio att kandidera till USA:s senat men han förlorade i november 2000 mot demokraten Hillary Clinton. Lazio fick 43% av rösterna mot Clintons 55%.